# 黒部の太陽 (テレビドラマ)
『黒部の太陽』（くろべのたいよう）は、木本正次の同名小説を原作とするテレビドラマ。原作と映画版に関しては「黒部の太陽」を参照。

## 1969年版
1969年8月3日 - 10月12日（日曜 21:30 - 22:26）に日本テレビ系列で放送。全11回（本来は全13回の予定だったが、後述の理由により2回が放送中止となった）。カラー放送。モノラル音声。
映画版と比べ、人間ドラマに重点を置かれており、建設への情熱から関係者の家族愛まで様々な人間模様が描かれている。

### キャスト
- 技師・脇坂：寺田農
- 芳沢の娘・悦子：吉田日出子
- 地質学技師・曽根：石原裕次郎
- ダム建設事務所次長・芳沢：松下達夫
- 移動販売車・店主：伊藤雄之助
- 山垣社長：芦田伸介
- 有馬稲子
- 宇野重吉
- 宍戸錠
- 斎藤美和

石原裕次郎、宇野重吉、芦田伸介は映画版にも出演していた。映画版においては、石原は熊谷組の若手技術者を演じた。

### スタッフ
- 原作：木本正次（講談社刊）
- 監督：吉田憲二、渡邊祐介、鈴木清順（第5話）、若杉光夫
- 脚本：岩間芳樹、渡邊祐介、石松愛弘、横光晃
- プロデューサー：小林吉男
- 助監督：安東東生、河野正、浦上不可止、田中浩次
- スクリプター：槙坪夛鶴子
- 製作：民芸映画社、萬年社、日本テレビ、石原プロモーション

### 備考
- 映画版のフィルムが無断でインサートカットされて本放送時に問題になり、プロデューサーが映画製作者に謝罪することとなった。
- 第5話「男の中には鳥がいる」は、スポンサーの日産自動車から「主人公が車に撥ねられるシーンが好ましくない」とクレームがあり、放送中止になった。
- 第7話「へんな奴」も、日産自動車から「他社の車が出ている」とクレームがあり、放送中止に。
- 第9話・第12話は自動車を凶器と考える描写があるとして撮り直しになった。
- 伊藤雄之助・店主の移動販売車はトヨタ自動車「トヨエース」だった。撮影時にスポンサーは未決定。
- トンネル出水シーン撮影のためのセットは東京都練馬区大泉学園駅近郊に設置された。
- 雪山シーンのロケーションは長野県戸隠高原の飯綱山スキー場および新潟県越後中里駅近郊にて実施された。
- 撮影当時の飯綱山スキー場においてはヤマハ発動機が国産初のスノーモビルの長期耐用試験を実施中であったが、ヤマハ発動機はロケーション機材の搬送やスタッフ、俳優の移動のために、開発中の複数台のスノーモビルを提供して撮影支援を行った。なお、当時の飯綱山スキー場にはリフトはまだ設置されていなかった。
- 撮影隊によるスノーモビルの過酷な使用により「そり」の折損などトラブルが多発したが、ヤマハ発動機は迅速な支援体制を敷いていた。

| 日本テレビ系 日曜21:30 - 22:26枠 【当番組までドラマ】 | 日本テレビ系 日曜21:30 - 22:26枠 【当番組までドラマ】 | 日本テレビ系 日曜21:30 - 22:26枠 【当番組までドラマ】      |
| 前番組                                                | 番組名                                                | 次番組                                                     |
| ----------------------------------------------------- | ----------------------------------------------------- | ---------------------------------------------------------- |
| 上方武士道                                            | 黒部の太陽 （1969年版）                               | サンデーナイトショー または サンデー・ワールド・ボクシング |

## 2009年版
フジテレビ開局50周年記念ドラマ特別企画としてフジテレビ系列で2009年3月21日・22日（2夜連続）の21時から放送された。主演は香取慎吾・小林薫。エンドロールでは提供スポンサーも表記された。視聴率は前編16.7パーセント、後編18.6パーセントだった。
2009年11月18日にポニーキャニオンより前・後編の本編と映像特典を収録したDVD-BOX (PCBC-61634) が発売された。

### キャスト
※エンドロールではキャストは五十音順で表記されている（これは映画でも同様）。
熊谷組・倉松班
- 倉松仁志（親方）：香取慎吾 - モデルは笹島建設会長の笹島信義。
- 沢井甚太：勝地涼
- 島崎哲蔵：火野正平
- 石川伸也（ノブ）：趙珉和
- 山下護（マモル）：木村昇
- 沢井甚五郎：國村隼

関西電力・黒四建設
- 滝山薫平（黒四建設事務所次長）：小林薫 - モデルは芳賀公介。
- 太田垣士郎（関西電力社長）：中村敦夫 - 当初は、原田芳雄が演じる予定だった。
- 林昭太郎（関西電力副社長）：竜雷太
- 芦田昌章（関西電力常務）：平泉成 - モデルは芦原義重。
- 平岡栄太郎（黒四建設事務所所長）：小野武彦
- 向坂一徳（黒四建設事務所事務担当次長）：宇梶剛士
- 武川毅（黒四建設事務所次長・宇奈月支所長）：大鷹明良
- 吉村亘（関西電力建設部次長）：寺脇康文
- 村木勲（黒四建設事務所土木課長）：遠山俊也
- 根岸弘泰（黒四建設事務所庶務課副長）：柳葉敏郎
- 安達直樹（黒四建設事務所事務職員）：山崎樹範
- 橋本幸吉（関西電力社長秘書）：矢島健一

熊谷組
- 大牧（熊谷組専務）：津川雅彦
- 船田（熊谷組大町作業所所長）：伊武雅刀
- 木塚一利（熊谷組大町作業所工事課長）：ユースケ・サンタマリア

滝山家
- 滝山ふじ江（滝山薫平の妻、滝山3姉妹の母）：風吹ジュン
- 滝山幸江（滝山家の長女）：綾瀬はるか
- 滝山響子（滝山家の二女）：末永遥
- 滝山光子（滝山家の三女）：志田未来

倉松家
- 倉松ツル：泉ピン子
- 倉松の父：春田純一

その他
- 川口文子：深田恭子
- 北島香（光子の主治医）：浅野ゆう子
- 遠山博士・地質学者：古谷一行
- 大町の地主・源吉：田中邦衛
- 民子：本仮屋ユイカ
- 若一王子神社の氏子総代会長：山田明郷
- 「青葉」の女将：杉村暁
- ホステス1：西慶子
- ホステス2：松田沙紀
- キャバレーの客：若山慎
- ある家族の母親：木村多江
- ：歌澤寅右衛門
- ナレーション：三上博史

### スタッフ
- 制作統括：大多亮
- 企画：和田行
- 脚本：大森寿美男
- プロデュース：鈴木吉弘、保原賢一郎、菊地裕幸
- 演出：河毛俊作
- 音楽：岩代太郎
- 技斗：佐々木修平
- 特撮監督：尾上克郎
- 特撮：特撮研究所
- VFX：ピクチャーエレメント、Motor/lieZ、マリンポスト、アンシブルタイトル、日本映像クリエイティブ、早稲田大学芸術科学センター・安藤紘平研究室
- ミニチュア：マーブリングファインアーツ、ミューロン
- 協力：関西電力、熊谷組、笹島建設

### 考証不足な点
- 建設当時の関西電力の社旗の色は海老茶色であったが、作中では現在の社紋と同じ赤色となっている。
- エピローグでの川口文子、倉松ツル、滝山幸江、木塚一利の集合写真撮影の際に使用されたカメラ「オリンパス・ペン EED」は、1967年3月以降の製造であるにもかかわらず、木塚の口から香港プロバーコーブ導水路トンネル工事（1961年11月着工）以前を示唆する会話がなされている。
- ハーフカメラを使用して撮影しているファインダーが縦位置でない表現がある。
- 黒部ダムは設計当初通常のアーチダムであった。しかしダム本体工事中に起きた南フランスのマルパッセダム決壊の影響から設計変更が加えられ、現在の形であるアーチの両端にウィングダムを付ける形に設計変更された。作中では白血病で危篤状態となった滝山光子が黒部ダムの完成を夢見てダムの絵を描くが、その絵は現在のウィングダムを持つアーチダムの形状である。時系列を考えると彼女の死後にこの設計変更が行われているので明らかに矛盾する。
- 劇中に登場するジープは俗に言う「招き猫フェンダー」である。建設当時発売されていたタイプは「ストレートフェンダー」のものであり、「招き猫フェンダー」タイプの発売前。

### 余談
- このドラマの撮影機材には、ソニーのハイビジョンカメラ HDC-1500や同VTR HDCAM-SRが使用され、その事例がソニーのホームページにて紹介されている。このページでは、このドラマ制作でビデオエンジニアとして参画したフジテレビ職員の技術的な制作エピソードが掲載されている。[2]